# Pan y toros (zarzuela)
Pan y toros es una zarzuela en tres actos, con música de Francisco Asenjo Barbieri y libreto de José Picón. Fue estrenada el 22 de diciembre de 1864 en el Teatro de la Zarzuela de Madrid (España).

## Reparto de personajes
| PERSONAJE                 | REGISTRO VOCAL | INTÉRPRETE         |
| ------------------------- | -------------- | ------------------ |
| Doña Pepita               | Soprano        | Teresa Istúriz     |
| La Princesa de Luzán      | Mezzosoprano   | Manuela Checa      |
| La Tirana                 | Soprano        | Dolores Fernández  |
| La Duquesa                | Soprano        | María Bardán       |
| La ciega                  | Soprano        | Carolina Luján     |
| El capitán Peñaranda      | Barítono       | Modesto Landa      |
| Goya                      | Barítono       | Ramón Cubero       |
| El abate Ciruela          | Tenor          | Vicente Caltañazor |
| El corregidor Quiñones    | Barítono       | Francisco Arderíus |
| Jovellanos                | Bajo           | Francisco Calvet   |
| Pepe-Hillo                | Bajo           | Francisco Salas    |
| Pedro Romero              | Tenor cómico   | José Rochel        |
| José Costillares          | Tenor          | Fernando Prieto    |
| Santero                   | Tenor cómico   | Julián Cubero      |
| Hermano del pecado mortal | Bajo           | José García        |

Por supuesto, la presencia del coro en la obra de Barbieri, y en esta zarzuela en concreto, es de gran importancia. Además de los vendedores, manolos, manolas, alguaciles, guardias valonas, cofrades y bailarinas.

## Orquestación
Flautín, flauta, 2 oboes, 2 clarinetes, 2 fagotes, 2 trompetas, 2 trompas, 3 trombones, piporro obligato, timbales, triángulo, pandero, campana, arpa y cuerda.
- Rondalla: 8 guitarras y 8 bandurrias.
- Orquesta dentro: flautín, oboe, 2 trompetas en Fa, 2 violines y contrabajo.

## Argumento

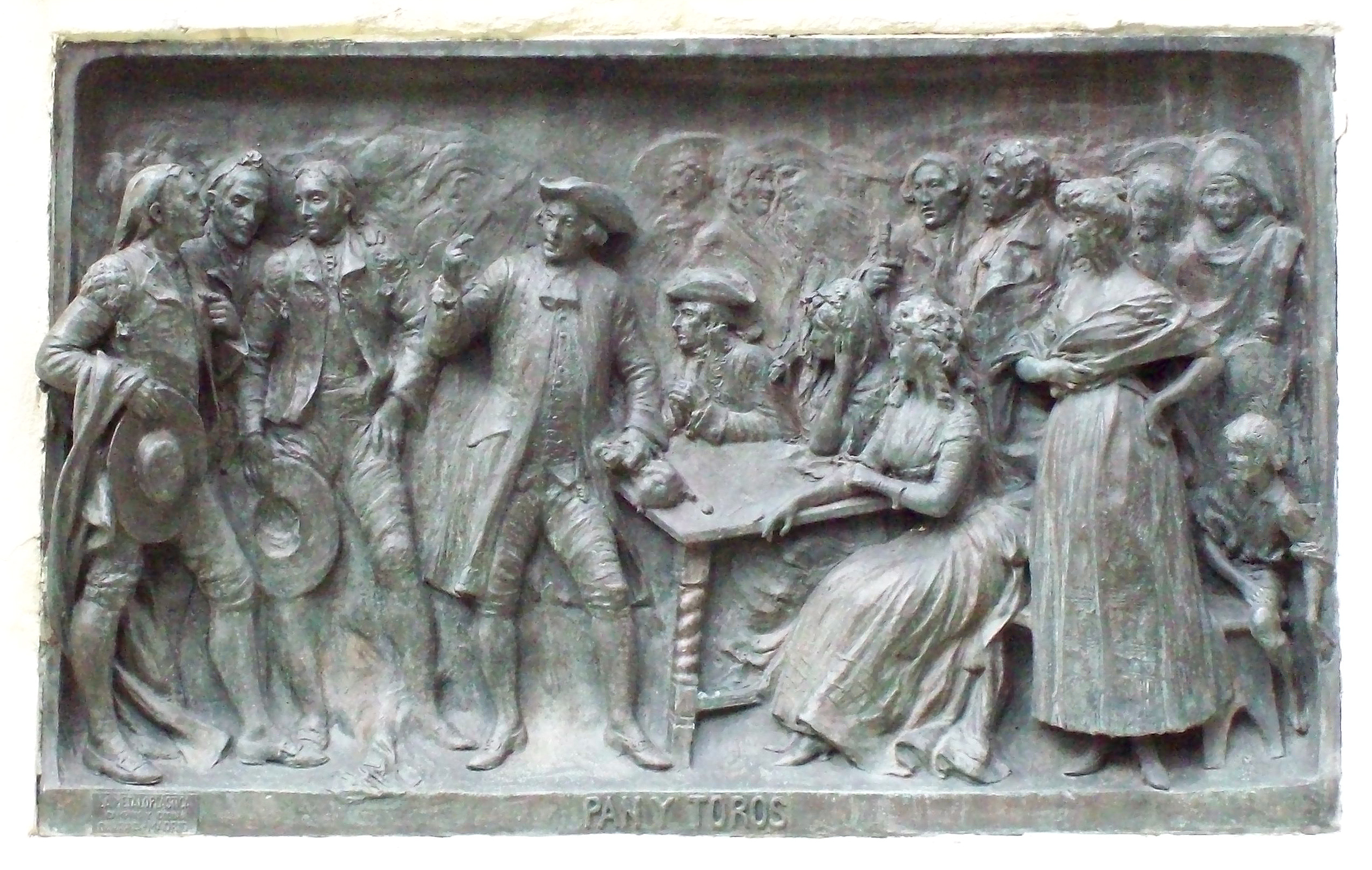
Relieve en bronce que representa la zarzuela Pan y toros. Detalle del Monumento a los Saineteros Madrileños (Madrid, España)

Narra la supuesta conspiración creada por unos cuantos españoles liberales, ansiosos de conseguir que Carlos IV gobernase por sí mismo en vez de vivir sometido a Godoy. Musicalmente, la obra se articula en los siguientes actos:
- ACTO I.

La acción transcurre en Madrid en 1792. En escena, una familia de ciegos a orillas del Manzanares comentando las noticias del día. A la derecha, la casa y estudio  de los Goya. Entra en escena el corregidor Quiñones y recibe las noticias del falso ciego sobre los últimos acontecimientos habidos en la casa de Francisco de Goya. El corregidor sube entonces a la casa de los Goya, donde mantiene una conversación con Doña Pepita, en la que comentan los nuevos sucesos políticos. Aparece el general, anunciando la derrota y la consecuente retirada del ejército español. Para evitar posibles revueltas, el Corregidor ordena que se ofrezcan festejos taurinos, de los que se encargarán alguno de los toreros más populares: Pepe-Hillo, Romero o Costillares. En la ceremonia de elección de los toreros, el Abate, encargado por el Corregidor, hace trampa a favor de Romero. El capitán Peñaranda recuerda la desastrosa campaña militar y su asombro por  ver cómo la gente en Madrid vive al margen de todo esto. En la casa de los Goya, el Corregidor ordena que detengan al capitán, pero aparece la Princesa y le consigue defender. En ese mismo momento avanza un desfile que tiene la intención de pedir disculpas públicamente al Rey, del soldado condenado a muerte. La Princesa, avanzando entre la muchedumbre, se dirige hacia el palacio a pedir liberación del soldado llevando, además, los documentos que le confió el Capitán Peñaranda.
- ACTO II.

La acción transcurre en una calle madrileña. Es de noche. Desde el balcón de un palacio, donde se desarrolla un baile, el Ciego intenta convencer al Santero para lograr la muerte de un militar pero la llegada del pregonero del Pecado Mortal le asusta. Doña Pepita comenta al Corregidor sus preocupaciones, ya que la Princesa podría desestabilizar la escena, consiguió el indulto real, y además informó al Monarca de la situación militar. El Corregidor es consciente, y convence al Rey de la supuesta falsedad de esos documentos, confiando en que se firme la paz con Francia, lo que les permitiría mantener la situación política. Aparece la princesa -convencida de la inoperancia del Rey, que se preocupa de la caza y solo escucha la opinión de Godoy- acompañada de Goya, el Capitán y el Abate. Debido a esta situación, deciden recurrir a Jovellanos. El Abate comunica la herida que Pepe-Hillo se ha hecho mientras toreaba. Se quiere hacer responsable de esto a la Princesa y a Jovellanos, por su deseo de cambiar con la tauromaquia. La Princesa se convence de que, ante esta situación, la lucha es necesaria. Cuando despide al Capitán le confiesa que fue ella quien le sanó sus heridas en Bayona. Cuando el Capitán se queda solo, el Santero intenta apuñalarle, pero al aparecerse el del Pecado Mortal se asusta. Ante esta situación el Ciego decide apuñalar al Santero. Al oír el grito mortal, el Corregidor cree que han matado al Capitán, según sus deseos. 
- ACTO III.

En escena, Jovellanos intenta convencer a la Princesa para que retrase la profesión de votos, mientras que alguien aparece por sorpresa y este se oculta tras el tocador. Se trata de Doña Pepita, que pide perdón a la princesa y le anuncia que se ha firmado el armisticio entre Francia y España. El Corregidor y el General, que quieren apresurar el ingreso de la Princesa en el convento, acuden para convencerla. El capote ensangrentado del Capitán que presenta el corregidor, está a punto de hacer cambiar los planes de la Princesa, que escucha de repente fuera de casa una canción en la voz del capitán, por lo que comprende que sigue vivo y decide enfrentarse con el Corregidor,  doña Pepita y el General. Se produce un instante de confusión en escena. En todo esto, aparece Goya con la Gaceta Extraordinaria donde aparece el nuevo nombramiento de Jovellanos como ministro. Todos juntos celebran el fin de la situación conflictiva, confiando en España, que sabrá defenderse ante los franceses.

## Números musicales
La zarzuela consta de 15 números musicales, casi todos de una estructura poliseccional. Se inicia con una introducción instrumental, en la que el autor presenta los dos ambientes sobre los que se apoya la obra: el dramático con la cita de la Marsellesa, y el cómico, representado por la música de carácter popular hispano. Sostienen de manera diferenciada la estructura de la obra: en el primer acto predomina el hispano, mientras que en el segundo y tercero el europeo.
- Acto I:

1. Introducción, escena de los ciegos “Hoy fusilan a un soldado”, escena del santero “Ved al pobre peregrino”, seguidillas “Aunque soy de la Mancha” y zapateado “Maravillas, el Rastro y el Mundo nuevo”.
2. Marcha de la manolería “Al son de las guitarras y seguidillas”, salida del Corregidor “Que Dios le guarde a Usía”, relato de los toreros “Romero, Costillares y Pepe-Hillo” y canción de Pepe-Hillo “En Zeviya Costiyares”.
3. Canción del Abate “Como lleva en el bolsillo”.
4.Dúo de Doña Pepita y el capitán Peñaranda “¡Mi protectora! ¡Mi Ángel es! ¡Quiero señora besar sus pies!
5. Escena de la procesión ¡Salve! ¡O Reina de los Ángeles!
6. Coro “Al son de las guitarras”.
- Acto II:

7. Preludio, contradanza “La grave contradanza le gusta a Don Manuel”, canción popular del perulillo “Por lo dulce las damas jolín jolín” y escena del pecado mortal “Tu eres mozo de provecho”.
8. Cuarteto de la casa de los duendes “Aunque Vd. princesa noble….Si mi vida pide España”.
9. Romanza, por la Princesa y el Capitán, “Este Santo Escapulario”.
10. Plegaria y gavota “¡Oh, Reina de los Ángeles”. 10.b Concertante y final del acto II “En nombre del Rey mando”.
- Acto III:

11. Introducción y coro del llanto “¡Señor Abate!... ¿Será verdad que la princesa se mete monja?”.
12. Coro de los disfraces “Padres reverendos”. 12b. Dúo de Doña Pepita y la Princesa de Luján “Quien cogida es in fraganti”.
13. Concertante “Señora Princesa, con un solo fin…¡Por Dios! ¡Por la Virgen! Nos pueden oír”.
14. Escena y coro de la profesión “Atónitos nos deja”.
15. Final. Orquesta.

## Comentario
La obra, que pertenece a una tipología de zarzuela histórica, tiene el sistema formal de zarzuela grande. Esto se debe a que solo así se podría desarrollar las complejas historias que se desarrollan en la España que se quería representar. El origen de Pan y toros no es cien por cien seguro según un contraste de fuentes: el Diccionario de la Zarzuela afirma que se empezó a escribir el 18 de enero de 1864, por lo que Picón tuvo que escribir el libreto, parcial o totalmente a lo largo del 1863. Por la otra parte, Salvador Valverde, asegura que Picón le entregó el libreto a Barbieri en 1864 y que Barbieri fue capaz de componerla en un solo mes. De cualquier forma, constituye una de las cumbres de la producción de Barbieri. 
La obra, así mismo, se podría dividir en tres partes. La presentación responde al primer acto, en el que se muestran los personajes. La parte central representa el clímax dramático, el nudo, vital en la forma zarzuela grande. El desenlace final se produce en la última, el tercer acto.
El tema, histórico, es de gran interés, ya que representa dos bandos: por un lado, a  Godoy y sus partidarios, Doña Pepita, la Duquesa, el Corregidor y el General serían el símbolo del oscurantismo, o de otra forma, la imagen del mal, que luchan por mantenerse en el poder mientras que Jovellanos -que aparece como héroe salvador-, apoyado por Goya, la Princesa de Luján, Floridablanca, el Capitán Peñaranda, el Abate, manolos y manolas, toreros y pueblo, ejemplificarían el bien, con deseo de que el Rey esté informado de lo que ocurre en España. 
Es importante señalar que Barbieri sigue con una tradición que comienza en las zarzuelas de los años treinta y cuarenta del siglo XIX: la clasificación de los personajes según buenos y malos, lo que obliga al espectador a tomar partido a favor de alguno de ellos, y los sitúa frente a otros, pero también la defensa de valores tradicionales como nacionalismo patriotismo, sacrificios capaces de enfervorizar a las bajas clases urbanas.

## Estreno y difusión
Es estrenada el 22 de diciembre de 1864 en el teatro de la Zarzuela de Madrid. 
Fue una de las obras de más éxito de todo el repertorio zarzuelístico, y por supuesto, de José Picón. Llenó los escenarios desde su estreno, tal como ya reconocía el autor ante la prohibición de la obra en 1867.
Pan y toros tuvo influencias posteriores al estar muy comprometida con la historia, hasta el punto de que, tres años después de su estreno, Isabel II prohibió la obra. Y no solo eso, sino que también prohibió que las bandas hicieran uso del célebre pasacalle de la manolería.
La obra ha sido repuesta en ese mismo escenario en 2001 y en 2022.